# Johann Friedrich Jussow
Johann Friedrich Jussow (* 1701; † 1779 in Kassel) war ein hessischer Architekt und zuletzt Oberbaumeister unter den Landgrafen Wilhelm VIII. und Friedrich II. von Hessen-Kassel.

## Familie
Jussows Eltern waren der Pfarrer Johann Ernst Jussow (1658–1732), der nach verschiedenen Quellen in Niedernjesa bei Göttingen oder aber in Uslar und dann in Weende (vielleicht auch zu verschiedenen Zeiten in allen drei Orten) diente, und dessen aus Hannoversch Münden stammende Ehefrau Rosina Margarethe geb. Hüpeden (1665–1708).
Henriette Margarethe Jussow war eine Schwester seines Vaters; sie heiratete Johann Heinrich Laves, Amtsschultheiß zu Hann. Münden, und wurde die Mutter des kurhannoverschen Oberlandbaumeisters Johann Friedrich Laves (1734–1818) und des Ernst Friedrich Laves, dem Vater von Georg Ludwig Friedrich Laves (1788–1864), der Oberhofbaudirektor des Königreichs Hannover wurde.
Er selbst heiratete am 8. August 1747 Katharina Elisabeth, geb. Stoffregen (1715–1779), Tochter des Amtsvorstands Friedrich Henrich Stoffregen in Bredenbeck. Dieser Ehe entstammten der spätere Kasseler Oberhofbaudirektor und Gartenarchitekt Heinrich Christoph Jussow (1754–1825) und zwei Töchter.

## Leben
Über seine Ausbildung und frühe Tätigkeiten ist praktisch nichts bekannt. Beim Bau 1734–1738 der alten Lutherischen Kirche am Graben, einer von Charles du Ry oder Giovanni Ghezzi entworfenen Querkirche, die am 27. April 1738 eingeweiht und beim verheerenden Luftangriff auf Kassel am 22. Oktober 1943 zerstört wurde, soll er die Bauaufsicht gefüuhrt haben. Zu Beginn der 1740er Jahre leitete er für Carl Friedrich von Hanstein, Drost des hannoverschen Amts Münden, eine Alaunhütte und eine Töpferei beim Kleinen Steinberg im Kaufunger Wald, einige Kilometer südlich von Hann. Münden.
Am 10. Februar 1746 wurde er als Nachfolger der verstorbenen Hessen-Kasselschen Landbaumeister Giovanni Ghezzi (1677–1746) und Adam Johann Erdinger als Baumeister nach Kassel an das fürstliche Bauamt berufen, wo ihm das Land- und Kirchenbauwesen in der Landgrafschaft übertragen wurde. In dieser Funktion war er insbesondere für die Planung und den Bau von Dorfkirchen in Niederhessen verantwortlich, so z. B. 1753 die Kirche in Wernswig und 1754 die Kirche St. Martin in Elben. Ein Wohnhaus am Töpfermarkt in Kassel baute er 1756 zur Synagoge für die jüdische Gemeinde um.
Am 7. März 1766 – er besaß damals das Haus Oberste Gasse Nr. 39 – wurde er zum Oberbaumeister ernannt. Ein von ihm 1773 gefertigter Entwurf für einen Neubau der Kirche in Niederzwehren wurde zwar nicht ausgeführt, aber eine Anzahl anderer Dorfkirchen wurde nach seinen Plänen erbaut oder erweitert, hauptsächlich in den 1770er Jahren. Darunter waren die 1773 aufgestockte Kirche in Elfershausen, die 1773/74 als vorklassizistischer Saalbau errichtete Kirche in Walburg, die 1775 umgebaute einstige Wehrkirche in Niederbeisheim und die 1779 durch Verlängerung des Kirchenschiffs erweiterte evangelische Kirche in Kerspenhausen.